# COIL
COIL（コイル）は、神奈川県出身の2人組（～2014年、2014年5月頃より岡本定義のソロユニットとなる）宅録音楽ユニットである。現在はオフィスオーガスタ所属。1998年、テイチクよりメジャー・デビュー。後に、プライベートレーベル「sandwich records」を設立。2人はそれぞれ他アーティストの作曲や編曲も手がけている。

## メンバー
- 岡本定義 - 1965年7月27日生まれ。実弟は元いんぐりもんぐりのベーシスト、岡本誠司。デビュー時の名前は「オカモト・OK・サダヨシ」だったが、2001年頃現在の名前に変更。
- 佐藤洋介 - 1967年12月25日生まれ。現在は療養のためライブ活動を休止し[注 1]、レコーディング・エンジニアとしての活動を主としている。しかし2014年5月上旬頃、「一回リセットしようと思う」と、COILからの脱退を表明した[1]。

## ディスコグラフィー

### アルバム

#### ミニ・アルバム
ほとんどのミニ・アルバムはライブ会場、オフィシャルサイトでの通販のみで販売。

#### トリビュートアルバム
- 10th Anniversary Songs〜Tribute to COIL〜（2008年10月22日）

### カセットテープ
- COILの電気ショック療法カセット編Vol.1～Vol.7（2001）CDショップ無料配布
- LUNCH BOX（2004 SEP）ライブ会場限定販売
- X'MAS TAPE（2004 NOV）ライブ会場限定販売
- CANDY SAYS（2005 FEB）ライブ会場限定販売
- 夏 DEMO（2005 AUG）ライブ会場限定販売
- WINTER DEMO（2005 NOV）ライブ会場限定販売

## 映画音楽
- 初恋（2006年）
- ボーイ・ミーツ・プサン（2006年）
- 死にゆく妻との旅路（2011年）岡本定義として参加

## CM音楽
- 「あのひと」（Singles+収録）東京ガス ガスライト24「見守っているよ・ガスライト 24」編（2004年）

## 楽曲提供
- 森高千里 Album "Sava Sava"（1998年9月9日）
「ザルで水くむ恋心」作詞：森高千里、作曲・編曲：COIL
- 杏子 Album "BLACKTHORN CIDER"（1999年3月3日）
「イコール ゼロ」作詞：杏子、作曲・編曲：COIL
- Chappie maxi single "Good Day Afternoon"（1999年5月5日）
「Good Day Afternoon」作詞・作曲：オカモトサダヨシ、編曲：COIL
「MCダイエット」作詞・作曲：サトウヨースケ、編曲：COIL
「バス待ち」作詞・作曲：オカモトサダヨシ、編曲：COIL
- 杏子 Album "taking a trip down MEMORY LANE"（1999年10月27日）
「遠い夏休み」作詞：杏子、作曲：オカモトサダヨシ、編曲：COIL
「永遠という場所」作詞：杏子、作曲：山崎まさよし、編曲：COIL
- 杏子 Album "Under the Silk Tree"（2000年11月8日）
「Just Because」作詞：杏子、作曲：サトウヨースケ、編曲：COIL
「ユメオチ」作詞・作曲：オカモトサダヨシ、編曲：COIL
「Easy Going J-POP Blues 〜but I like it〜」作詞：杏子、作曲：サトウヨースケ、編曲：COIL
「Hello Alone」作詞：杏子、作曲：オカモトサダヨシ、編曲：COIL
「Sonnet #9」作詞：杏子、作曲：オカモトサダヨシ、編曲：COIL
- 元ちとせ maxi Single "ワダツミの木"（2002年2月6日）
「幻の月」作詞・作曲：オカモトサダヨシ
- 福耳 maxi Single "SUMMER of LOVE"（2003年7月23日）
「SUMMER of LOVE」作詞：谷穂ちろる、作曲：佐藤洋介
- bird Album "vacation"（2004年9月23日）
「夕暮れの少年」作詞：bird、作曲：Sadayoshi Okamoto
- 元ちとせ maxi Single "青のレクイエム"（2006年5月3日）
「青のレクイエム」作詞・作曲：岡本定義、編曲：COIL
- 杏子 Album "Hybrid Black"（2006年9月13日）COIL完全プロデュース
  1. 幕末wasshoi
  2. Poison Ivy
  3. アヴァンギャルド
  4. 雨 〜Rain on Lips〜
  5. 秘蜜の花園
  6. 巴里の憂鬱
  7. ハイブリッド 愛
  8. 惑星タイマー
  9. Wonder London 〜Future calling〜
- bird Album "BREATH"（2006年10月4日）
「やわらかな旋律」作詞：bird、作曲：Sadayoshi Okamoto
「laboratory」作詞：bird　作曲：Sadayoshi Okamoto
- 福耳 maxi Single "DANCE BABY DANCE/夏はこれからだ!"（2008年7月16日）
「DANCE BABY DANCE」作詞・作曲・編曲：岡本定義
「夏はこれからだ！」作詞：岡本定義・MICRON' STUFF、作曲：岡本定義、編曲：岡本定義
- Leyona Album "PACTHWORK"（2010年3月17日）
「愛と微笑みと花」作詞・作曲：岡本定義
- bird Album "NEW BASIC"（2011年5月25日）
「それを愛と」作詞：bird、作曲：Sadayoshi Okamoto

## 参加作品
- DEATH NOTE TRIBUTE（2006年6月21日）
7.アヴァンギャルド（COIL feat.杏子）
- HOME〜山崎まさよしトリビュート〜（2010年9月29日）
7.水のない水槽 / 岡本定義(COIL)
10.ガムシャラ バタフライ / 佐藤洋介(COIL)
- OK!!! C'MON CHABO!!!（2011年2月23日）
7.ホームタウン／さだまさよし（岡本定義 from COIL+山崎まさよし）
- 福耳 (音楽ユニット)

## タイアップ一覧
| 使用年 | 曲名                   | タイアップ                                                             |
| ------ | ---------------------- | ---------------------------------------------------------------------- |
| 2000年 | 追放と楽園             | NHK-FM『ミュージック・スクエア』2000年2・3月度エンディングテーマ       |
| 2000年 | 裸のランチ             | NHK-BS2『新・真夜中の王国』エンディングテーマ                          |
| 2001年 | Soft Machine           | コーエー社ゲーム『ギタルマン』オープニングテーマ                       |
| 2001年 | Soft Machine           | テレビ東京系『JAPAN COUNTDOWN』2001年3月度エンディングテーマ           |
| 2001年 | 21センチュリー・ボーイ | コーエー社ゲーム『ギタルマン』エンディングテーマ                       |
| 2004年 | あのひと               | 東京ガス「ガスライト24」CMソング（『見守っているよ・ガスライト24』編） |

## 書籍
- 岡本定義全詩集 1998~2008(800冊限定商品)

## ミュージック・ビデオ
| 監督              | 曲名 |
| 太田裕司          | 「カウンセリング&メンテナンス」 |
| 岡本定義          | 「最初の虹」 |
| 北山大介          | 「MUSIC」 |
| Form              | 「Loveless」 |
| 守屋健太郎        | 「裸のランチ」 |
| ユタカ!サプライズ | 「Nowhere Land」 |
| 不明              | 「BIRDS」「Soft Machine」「あ･い･す･ま･せ･ん」「アベレージ･ガール」「キリギリス」「クルクルフェチ」「追放と楽園」「天才ヴァガボンド」 |

## 主なライブ

### ワンマンライブ・主催イベント
- 2008年 - COIL 10th Anniversary Pre LIVE
- 2008年 - COIL 10th ANNIVERSARY SPECIAL LIVE
- 2014年 - COIL プレゼンツ 「軽音楽をあなたと」Vol.1～Vol.3

### 出演イベント
- 1999年08月〜09月 - 山崎まさよし"YMAC99" Yamazaki Masayoshi in Augusta Camp 1999
- 2000年08月20日 - J-WAVE LIVE 2000
- 2001年〜2011年 - Augusta Camp
- 2013年07月27日 - スキマスイッチSukimaswitch in Augusta Camp 2013 ～Sukimaswitch 10th Anniversary～
- 2015年09月26日 - YAMAZAKI MASAYOSHI in Augusta Camp 2015～20th Anniversary～